# FC Pipinsried
FC Pipinsried is een Duitse voetbalclub uit het dorp Pipinsried in de Landkreis Dachau behorend tot de Marktgemeinde Altomünster in Beieren.
De club werd in 1967 opgericht en doet naast de hoofdactiviteit voetbal ook aan ijsstokschieten, tennis en gymnastiek. In 1989 kwam FC Pipinsried voor het eerst in de Landesliga. In 1993 degradeerde de club maar promoveerde in 1999 opnieuw. In 2013 werd FC Pipinsried kampioen en promoveerde naar de Bayernliga. Zowel in 2014 als 2015 liep de club in de play-offs promotie naar de Regionalliga Bayern mis. In 2017 wist de club via de play-offs wel te promoveren naar de Regionalliga Bayern maar dat was van korte duur. Na een seizoen degradeerde de club namelijk weer terug naar de Bayernliga.   
Nord:
TSV Abtswind · 
DJK Ammerthal · 
ASV Cham · 
VfB Eichstätt ·
SC Eltersdorf ·
ATSV Erlangen · 
DJK Gebenbach · 
SpVgg Bayern Hof · 
FC Ingolstadt 04 II ·
TSV Karlburg · 
TSV Kornburg ·
FC Eintracht Münchberg ·
TSV Neudrossenfeld ·
ASV Neumarkt · 
SV Fortuna Regensburg ·
Jahn Regensburg II · 
SpVgg Weiden 2010 ·
Würzburger FV

Süd:
Türkspor Augsburg · 
TSV Dachau · 
FC Deisenhofen · 
SV Erlbach ·
TSV Grünwald ·
SV Heimstetten ·
FC Ismaning · 
SV Kirchanschöring · 
TSV Kottern · 
TSV 1882 Landsberg · 
FC Memmingen ·
TSV 1860 München II · 
TSV 1861 Nördlingen ·
FC Pipinsried ·
TSV 1896 Rain ·
SV Schalding-Heining ·
1. FC Sonthofen ·
SpVgg Unterhaching II